# Niet van mij alleen
Niet van mij alleen is een lied van de Nederlandse rapper Mafe in samenwerking met de Algerijns-Franse rapper Boef. Het werd in 2016 als single uitgebracht.

## Achtergrond
Niet van mij alleen is geschreven door Ferry van Willigen, Glen Faria, Sofiane Boussaadia en Julien Willemsen en geproduceerd door Jack $hirak. Het is een nummer uit het genre nederhop. In het lied zingen en rappen de artiesten over een vrouw die vreemdging en waarmee de relatie is verbroken. De single heeft in Nederland de gouden status.

## Hitnoteringen
De artiesten hadden succes met het lied in de hitlijsten van Nederland. Het piekte op de 69e plaats van de Nederlandse Single Top 100 en stond dertien weken in deze hitlijst. De Nederlandse Top 40 werd niet bereikt; het kwam hier tot de achtste plaats van de Tipparade.